# Jimmy O'Brien
Pour les articles homonymes, voir O'Brien.
Pas d'image ? Cliquez ici

a Compétitions nationales et continentales officielles uniquement.

b Matchs officiels uniquement.
Dernière mise à jour le 8 janvier 2024.
Jimmy O'Brien, né le 27 novembre 1996 à Eadestown (Irlande), est un joueur international irlandais de rugby à XV. Il évolue au poste d'arrière, d'ailier et de centre au sein de l'effectif du Leinster en United Rugby Championship.

## Biographie

### Jeunesse et formation
Jimmy O'Brien naît à Eadestown dans le comté de Kildare. Il pratique tout d'abord le football gaélique mais il découvre également le rugby à XV, par l'intermédiaire de son oncle, au sein du club de Naas RFC (en) dans les catégories des moins de sept ans jusqu'en moins de douze ans. Ensuite, il est scolarisé dans le Newbridge College (en) où il joue pour l'équipe de rugby de l'établissement au poste de demi d'ouverture, demi de mêlée et de centre,. Par la suite, il est fixé au poste de centre et d'arrière mais peut également jouer comme ailier,. Cependant, il revient à Naas RFC lors de sa quatrième année à Newbridge. À côté du rugby, il pratique toujours le football gaélique au niveau amateur jusqu'à ce qu'il commence à être sélectionné par la province du Leinster en rugby où il doit arrêter ce sport. Il étudie ensuite dans l'University College Dublin où il obtient un diplôme en mathématiques financières. Mais aussi, il rejoint l'Academy (le centre de formation) du Leinster.
En 2016, il fait ses premiers pas au niveau international avec l'équipe d'Irlande des moins de 20 ans pour le Tournoi des Six Nations des moins de 20 ans. Il est ensuite sélectionné pour le Championnat du monde junior la même année. Il participe à cinq rencontres et l'Irlande termine second de la compétition après sa défaite en finale contre l'Angleterre,.
Durant les années 2017 et 2018, il joue avec l'équipe d'Irlande de rugby à sept, il participe notamment aux World Rugby Sevens Series où il dispute onze rencontres et inscrit quatre essais.

### Carrière professionnelle

#### Débuts au Leinster (2018-2021)
Jimmy O'Brien fait ses débuts professionnels avec le Leinster, le 23 novembre 2018, lors de la neuvième journée de la saison 2018-2019 du Pro14 face aux Ospreys. La journée suivante, il est titularisé au poste de deuxième centre et inscrit un doublé contre les Dragons lors de la large victoire 59-10 de son équipe. Lors de ses deux autres titularisations, il est placé au poste d'arrière. Cette saison-là, il dispute sept rencontres et inscrit trois essais.
La saison suivante, il double son temps de jeu, en tout, il dispute onze rencontres de Pro14 et connaît huit titularisations, principalement au poste de deuxième centre. 
Lors de la saison 2020-2021, il est positionné au poste d'arrière durant la première partie de saison où il fait notamment ses débuts en Coupe d'Europe en tant que titulaire et inscrit un essai pendant la victoire 35-14 de son équipe face au Montpellier Hérault Rugby. La semaine suivante, il est de nouveau titularisé dans cette compétition mais subit un protocole commotion dès le début de la rencontre face aux Northampton Saints et ne revient pas en jeu. Pendant la seconde partie de saison, il alterne entre les postes d'ailier, d'arrière et de centre, il dispute finalement dix-sept rencontres et inscrit quatre essais cette saison-là. 

#### Débuts internationaux (2022-)
En 2021-2022, il s'établit comme l'un des joueurs de base du XV du Leinster, en janvier 2022, il inscrit un quadruplé lors de la quatrième journée de la Coupe d'Europe contre Bath Rugby. À la suite de ses bonnes performances, il est récompensé par une convocation avec l'équipe d'Irlande durant le Tournoi des Six Nations. Toutefois, il ne dispute pas de rencontres internationales mais fait son retour avec le Leinster, avec qui il dispute tous les matchs de phases finales de la Coupe d'Europe en tant que titulaire sur l'aile droite de son équipe. Néanmoins, son équipe s'incline en finale face au Stade rochelais. Quelques jours plus tard, il est titulaire au poste d'arrière pendant les phases finales de l'URC mais son équipe est de nouveau éliminée en demi-finale par les Bulls,. Cette saison, il dispute dix-neuf rencontres dont dix-sept en tant que titulaire et inscrit neuf essais. En juin, il est de nouveau sélectionné pour participer à la tournée estivale en Nouvelle-Zélande contre les All Blacks. Cependant, il ne dispute pas de rencontres contre ces derniers alors que les Irlandais remportent la série pour la première fois de leur histoire en Nouvelle-Zélande, gagnant deux des trois tests. Pendant la tournée, il joue toutefois deux rencontres contre les Māori All Blacks, où il est titulaire lors des deux matchs et connaît une défaite, puis la victoire lors du deuxième match.
Plus tard cette année, il est également sélectionné pour les test-matchs de novembre. Il connaît sa première cape internationale à la suite de la blessure de Robbie Henshaw avant la rencontre puis il remplace Stuart McCloskey, blessé, dès la vingt-sixième minute de jeu contre l'Afrique du Sud. Il dispute deux autres rencontres en tant que titulaire contre les Fidji et l'Australie. Début janvier 2023, il est convoqué par Andy Farrell, pour disputer le Tournoi des Six Nations. Il ne prend pas part aux deux premières rencontres, toutefois, il est finalement appelé pour participer à la troisième journée où il fait ses débuts dans le Tournoi face à l'Italie. Il est également remplaçant lors de l'ultime journée face au XV de la Rose, l'Irlande s'impose et réalise le Grand Chelem. De retour du Tournoi, il dispute les phases finales de Champions Cup et inscrit notamment un essai lors de la victoire 55-24 de son équipe face aux Leicester Tigers en quart de finale. Plus tard, il dispute la finale de cette compétition face au Stade rochelais où il inscrit un essai dès les premières minutes de la rencontre, cependant le Leinster finit par s'incliner d'un point, 27 à 26, pour la deuxième année consécutive face à cet adversaire. Toujours en mai, il est retenu dans la pré-liste pour préparer la Coupe du monde 2023.
Fin août 2023, il marque son premier essai international lors d'un test match de préparation contre les Samoa. Le lendemain de la rencontre, il fait partie du groupe final des 33 joueurs sélectionnés pour la compétition. Pendant la Coupe du monde, il est seulement retenu pour le quart de finale, en tant que remplaçant, où son équipe est éliminée par la Nouvelle-Zélande. À partir de novembre suivant, il fait son retour à la compétition avec le Leinster en URC ainsi qu'en Champions Cup où il évolue sur l'aile gauche. En janvier 2024, il se blesse au cou, son absence des terrains est alors évaluée à plusieurs mois, ce qui l'amène à renoncer à postuler à une participation au Tournoi des Six Nations 2024.

## Statistiques

### Statistiques en club
| Saison         | Club           | Compétition               | Matchs | Points | Essais | Pén. | Tr. | Drops |
| -------------- | -------------- | ------------------------- | ------ | ------ | ------ | ---- | --- | ----- |
| 2018-2019      | Leinster       | Pro14                     | 7      | 15     | 3      | 0    | 0   | 0     |
| 2019-2020      | Leinster       | Pro14                     | 11     | 0      | 0      | 0    | 0   | 0     |
| 2020-2021      | Leinster       | Pro14                     | 11     | 12     | 2      | 0    | 1   | 0     |
| 2020-2021      | Leinster       | Coupe d'Europe            | 2      | 5      | 1      | 0    | 0   | 0     |
| 2020-2021      | Leinster       | Pro14 Rainbow Cup         | 3      | 5      | 1      | 0    | 0   | 0     |
| 2021-2022      | Leinster       | United Rugby Championship | 11     | 22     | 4      | 0    | 1   | 0     |
| 2021-2022      | Leinster       | Coupe d'Europe            | 8      | 25     | 5      | 0    | 0   | 0     |
| 2022-2023      | Leinster       | United Rugby Championship | 10     | 5      | 1      | 0    | 0   | 0     |
| 2022-2023      | Leinster       | Champions Cup             | 8      | 20     | 4      | 0    | 0   | 0     |
| 2023-2024      | Leinster       | United Rugby Championship | 3      | 5      | 1      | 0    | 0   | 0     |
| 2023-2024      | Leinster       | Champions Cup             | 2      | 0      | 0      | 0    | 0   | 0     |
| Total Leinster | Total Leinster | Total Leinster            | 76     | 114    | 22     | 0    | 2   | 0     |

### Statistiques en équipe nationale
Jimmy O'Brien compte 8 sélections dont 4 en tant que titulaire, depuis sa première sélection le 5 novembre 2022 face à l'Afrique du Sud. Il inscrit 5 points, un essai.
Il a participé à une édition du Tournoi des Six Nations en 2023.
Il participe également à une édition de la Coupe du monde en 2023, il dispute une rencontre en tant que remplaçant.

## Palmarès

### En club
- Vainqueur du Pro14 en 2019, 2020 et 2021 avec le Leinster.
- Finaliste de la Coupe d'Europe/Champions Cup en 2022 et 2023 avec le Leinster.
- Finaliste de la British and Irish Cup en 2018 avec le Leinster A.

### En sélection nationale

#### Équipe d'Irlande des moins de 20 ans
- Finaliste du Championnat du monde junior en 2016.

#### Équipe d'Irlande
- Vainqueur du Tournoi des Six Nations en 2023 (Grand Chelem).
- Vainqueur de la Triple couronne en 2022 et 2023.

##### Tournoi des Six Nations
| Édition          | Rang | Résultats Irlande | Résultats O'Brien | Matchs O'Brien |
| ---------------- | ---- | ----------------- | ----------------- | -------------- |
| Six Nations 2023 | 1er  | 5 v, 0 n, 0 d     | 2 v, 0 n, 0 d     | 2/5            |

Légende : v = victoire ; n = match nul ; d = défaite ; la ligne est en gras quand il y a Grand Chelem.